# Доктор Джекилл и мистер Хайд (фильм, 1913)
«Доктор Джекилл и мистер Хайд» (англ. Dr. Jekyll and Mr. Hyde; США, 1913) — художественный фильм ужасов режиссёра Герберта Бренона, экранизация одноимённого романа Роберта Льюиса Стивенсона. Исполнитель ролей заглавных  персонажей — Кинг Бэггот.
Как и во многих фильмах того времени, было принято чтобы актёры сами делали грим для своих персонажей, Кинг Бэггот создал запоминающиеся образы Джекилла и Хайда. Эффективное использование грима изумляло зрителей. Это единственная версия, в которой Джекилл почти обнаруживает противоядие.

## Сюжет
Доктор Генри Джекилл отправляет записку своей невесте Алисе и её отцу, чтобы сообщить, что вместо сопровождения их в оперу, он должен уделить больше времени своим пациентам в благотворительной организации. Во время практики Джекилла его друзья доктор Лэньон и юрист Уоттерсон высмеивают его за то его опасное исследование. Алиса и её отец также посещают комнаты Джекилла, но, доктор извиняется и настаивает на том, что должен посвятить время своим пациентам. В ту ночь, однако, Джекилл проводит научный опасный эксперимент, проглатывая препараты, предназначенные для освобождения его злого «я». Тело Джекилла содрогается, и он превращается в сгорбленную искривлённую фигуру.
Странное существо выходит из комнаты Джекилла с запиской, написанной почерком Джекилла, в которой сказано домашнему персоналу относиться к незнакомцу - «мистеру Хайду» - как к самому себе. Затем Хайд ускользает в ночь, терроризируя посетителей ближайшей таверны, прежде чем найти себе комнаты для ночлега. Из этих комнат он начинает карьеру зла, пока однажды ночью не нападает и не ранит ребёнка-инвалида. Возмущённые свидетели загоняют Хайда в угол и заставляют его согласиться на компенсацию мальчику. Хайд неохотно приводит одного человека обратно в дом Джекилла и даёт ему деньги. Во время этого хода событий обеспокоенный доктор Уоттерсон видит, как Хайд входит в дом Джекилла. Внутри Хайд принимает зелье, которое снова превращает его в Джекилла. Доктор клянётся, что откажется от смертельно опасных экспериментов и больше никогда не будет искушать судьбу; но в ту ночь, не принимая препаратов, он самопроизвольно превращается в Хайда.

## В ролях
- Кинг Бэггот — Доктор Джекилл/Мистер Хайд
- Джейн Гэйл — Элис
- Мэтт Снайдер — отец Элис
- Ховард Крэмптон — Доктор Лэньон
- Уильям Сорелли — поверенный Уоттерсон